# Тенофовир
Тенофовир (международная транскрипция TDF или TAF) — синтетический противовирусный препарат из группы нуклеозидных ингибиторов обратной транскриптазы для приема внутрь. Для перорального применения выпускается в виде соли дизопроксила фумарата или соединения с алафенамидом. Тенофовир был впервые синтезирован чешским учёным и изобретателем Антонином Голи, на который он получил патент в 1984 году. В 1997 году группа ученых из компании «Gilead Sciences» и Калифорнийского университета в Сан-Франциско доказала эффективность тенофовира против ВИЧ у человека при подкожном применении. В дальнейших исследованиях был разработан препарат тенофовир для перорального применения, который и был утвержден FDA в октябре 2001 года для лечения ВИЧ-инфекции, а в 2008 году — для лечения хронического вирусного гепатита B.

## Фармакологические свойства
Тенофовир — синтетический противовирусный препарат из группы нуклеозидных ингибиторов обратной транскриптазы. Механизм действия препарата заключается в образовании активного метаболита — тенофовира дифосфата, который ингибирует фермент ВИЧ обратной транскриптазы и ингибирует α-, β- и γ- ДНК-полимеразы. Тенофовир активен при лечении вируса иммунодефицита человека и вируса гепатита B, поэтому препарат часто применяется при сочетанной инфекции ВИЧ и вирусного гепатита B. Согласно данным специалистов из американского Центра по контролю и профилактике заболеваний, ежедневный пероральный прием тенофовира позволяет уменьшить риск заражения ВИЧ-инфекцией, что особенно актуально для инъекционных наркоманов. Аналогичные данные получены при применении препарата тенофовир/эмтрицитабин. При проведении клинических исследований в Таиланде применения тенофовира позволило уменьшить риск заражения вирусом ВИЧ на 49 %. В то же время применение тенофовир в виде 10 % вагинального геля было признано неэффективным для предотвращения заражения ВИЧ.

### Фармакокинетика
Тенофовир при приеме внутрь быстро всасывается, максимальная концентрация в крови достигается в течение 1—2 часов. Биодоступность составляет 25 % при приеме натощак, после приема жирной пищи этот показатель увеличивается до 40 %. В клетках тенофовир фосфорилируется до активного метаболита — тенофовира дифосфата, что имеет удлиненный период полувыведения (60 часов из клеток). Высокие концентрации тенофовира создаются в почках, печени, кишечнике. Препарат проникает через гемато-энцефалический барьер. Тенофовир проникает через плацентарный барьер и выделяется в грудное молоко. Препарат не метаболизируется в организме, выводится из организма преимущественно почками в неизмененном виде. Период полувыведения тенофовир составляет 12—18 часов, при нарушении функции почек это время может увеличиваться.

## Показания к применению
Тенофовир применяют в составе комбинированной терапии для лечения ВИЧ-инфекции как у взрослых, так и у детей. Тенофовир применяют также при лечении хронического гепатита В, а также в сочетании ВИЧ-инфекции и вирусного гепатита B. Комбинация тенофовира с энтекавиром эффективна у пациентов с неэффективностью предшествующего лечения другими схемами препаратов (в том числе аналогами нуклеозидов) вирусного гепатита В.
В сочетании с эмтрицитабином используется для доконтактной профилактики ВИЧ-инфекции (ДКП/ПрЕП).

## Побочное действие
При применении тенофовир возможны следующие побочные эффекты:
- Аллергические реакции — очень часто (более 10 %) высыпания на коже; редко (0,01—0,1 %) кожный зуд, лихорадка и гриппоподобный синдром, отек Квинке, анафилактический шок.
- Со стороны пищеварительной системы — очень часто (более 10 %) тошнота, рвота, диарея; часто (1—10 %) метеоризм (наблюдается чаще, чем при применении других антиретровирусных препаратов), снижение аппетита, боль в животе; нечасто (0,1—1 %) панкреатит, гепатит (в том числе обострение хронического гепатита В), гепатомегалия.
- Со стороны нервной системы — очень часто (более 10 %) головокружение; часто (1—10 %) головная боль.
- Со стороны опорно-двигательного аппарата — нечасто (0,1—1 %) слабость в мышцах, рабдомиолиз; редко (0,01—0,1 %) миопатии, артралгии, миалгии, миозит, остеомаляция.
- Со стороны мочевыделительной системы — хотя побочное действие со стороны мочевыделительной системы характерна для тенофовира, серьёзные побочные эффекты наблюдаются редко. Часто наблюдается снижение клиренса креатинина (25 %) и повышение уровня креатинина в крови (9 %); редко (0,01—0,1 %) наблюдаются острая почечная недостаточность, синдром Фанкони, острый тубулярный некроз, интерстициальный нефрит, острый нефрит, нефрогенный несахарный диабет, протеинурия.
- Другие побочные эффекты — редко липодистрофия, лактатацидоз, одышка.
- Изменения в лабораторных анализах — очень часто (более 10 %) гипофосфатемия; часто (1—10 %) повышение активности аминотрансфераз в крови нечасто нейтропения, повышение активности амилазы в крови, гипокалиемия, глюкозурия, гипоурикемия.
- При проведении комбинированной антиретровирусной терапии у больных возрастает вероятность лактатацидоза и гепатонекроза. При проведении АРВТ у больных возрастает вероятность развития гипертриглицеридемии, гиперхолестеринемии, инсулинорезистентности, гипергликемии и гиперлактемии. У больных, имеющих сочетанную инфекцию ВИЧ и вируса гепатита B, при отмене ламивудина могут развиваться мгновенное обострение гепатита со значительным повышением активности аминотрансфераз и вероятным развитием печеночной недостаточности. При проведении АРВТ возрастает вероятность синдрома восстановления иммунной системы с обострением латентных ВИЧ-ассоциированных инфекций и обострения вирусного гепатита B.

## Противопоказания
Тенофовир противопоказан при повышенной чувствительности к препарату, кормлении грудью. С осторожностью назначают при тяжелой почечной недостаточности.

## Формы выпуска
Тенофовир выпускается в виде таблеток по 0,3 г. Утверждены новые формы выпуска тенофовира для использования на территории Европейского Союза — таблетки по 123, 163 и 204 мг и в виде гранул для перорального применения. Тенофовир входит в состав комбинированных препаратов Трувада (вместе с эмтрицитабином), Атрипла (вместе с эмтрицитабином и эфавирензом) и Комплера (вместе с рилпивирином и эмтрицитабином). Компанией «Gilead Sciences» разработаны также препарат тенофовир в виде тенофовир алафенамида, права на выпуск которого переданы пяти индийским фармацевтическим компаниям. На утверждение FDA компания «Gilead Sciences» передала также новый комбинированный препарат в составе тенофовира алафенамида, элвитегравира, кобицистата и эмтрицитабина для лечения ВИЧ-инфекции у взрослых.